# Witmar Farrenkopf
Witmar Farrenkopf OSB (* 23. August 1906 in Neudorf bei Amorbach; † 22. August 1945 in Hoeryŏng, Nordkorea) war ein deutscher römisch-katholischer Geistlicher, Ordensmann, Missionar und Märtyrer. 

## Leben
Longin Farrenkopf, Landwirtssohn aus Unterfranken, besuchte das Benediktiner-Gymnasium des Klosters St. Ludwig. Er trat in den Benediktinerorden ein, nahm den Ordensnamen Witmar (nach Witmar von Corvey, dem Missions-Begleiter des heiligen Ansgar von Bremen) an und legte am 12. Mai 1929 in der Abtei Münsterschwarzach seine ersten Gelübde ab. Er studierte in der Erzabtei Sankt Ottilien und in Würzburg, legte am 22. Mai 1932 die Ewige Profess ab und wurde am 17. März 1934 in Würzburg zum Priester geweiht.
1934 ging er zur Mission nach Nordkorea, zuerst nach Tokwon bei Wŏnsan, 1935 nach Pukchong (Provinz Hamgyŏng-namdo) und schließlich als Superior nach Hoeryŏng im Bistum Hamhŭng. Nach dem russischen Einmarsch im August 1945 wurde er dort von russischen Soldaten erschossen.

## Gedenken
Die Römisch-katholische Kirche in Deutschland hat Pater Witmar Farrenkopf als Märtyrer in das deutsche Martyrologium des 20. Jahrhunderts aufgenommen.